# رماحة (الحيمة الداخلية)

تعديل مصدري - تعديل

رماحة هي إحدى قرى عزلة الجدعان بمديرية الحيمة الداخلية التابعة لمحافظة صنعاء، بلغ تعداد سكانها 101 نسمة حسب تعداد اليمن لعام 2004.